# Дартигенав, Филипп Сюдре
Филипп Сюдре Дартигенав (фр. Philippe Sudré Dartiguenave, 4 июня 1863 — 6 июля 1926) — бывший президент Республики Гаити.
Работал адвокатом. В 1910 году избирался в Сенат Гаити.
Был президентом Гаити с 12 августа 1915 по 15 мая 1922 года. Был назначен на пост после вторжения США на Гаити 27 июля 1915 года, когда был убит предыдущий президент Вильбрэн Гийом Сан.